# George K. Hirst
George Keble Hirst (* 2. März 1909 in Eau Claire, Wisconsin; † 22. Januar 1994 in Palo Alto, Kalifornien) war ein US-amerikanischer Virologe am Public Health Research Institute und an der New York University.
Hirst ist vor allem für seine Entdeckung der Hämagglutination durch Influenzaviren (1941) und die Etablierung des Hämagglutinationshemmtests (1942) bekannt. Darüber hinaus konnte er den Genaustausch zwischen Influenza-Stämmen (Reassortment) beschreiben (1962).

## Leben
Hirst wuchs in Lewistown, Montana, auf. Er studierte an der Yale University Medizin (Bachelor 1930, M.D. 1933). Als Assistenzarzt arbeitete er am Rockefeller Institute Hospital und arbeitete ab 1940 an der International Health Division der Rockefeller Foundation. 1946 wurde er Leiter der Abteilung für Infektionskrankheiten des Public Health Research Institute (PHRI) der Stadt New York. Von 1956 bis 1980 war er Direktor des PHRI. An der New York University hatte er eine Professur für Mikrobiologie inne. 1983 ging er in den Ruhestand.
George Hirst hielt 1948 eine Harvey Lecture. Er gründete 1955 die wissenschaftliche Fachzeitschrift Virology, deren leitender Herausgeber er bis 1975 blieb. Er war seit 1966 gewähltes Mitglied der National Academy of Sciences, seit 1966 Fellow der American Association for the Advancement of Science und seit 1975 gewähltes Mitglied der American Academy of Arts and Sciences. Ebenfalls 1975 zeichnete ihn die New York Academy of Medicine mit ihrer Academy Medal aus.
George K. Hirst war seit 1937 mit Charlotte Hart († 1990) verheiratet. Das Paar hatte fünf Kinder.
Hirsts Arbeiten werden auch mehr als 20 Jahre nach seinem Tod noch regelmäßig zitiert. Laut Datenbank Scopus, die Zitationen überwiegend erst aus der Zeit nach den 1970er Jahren erfasst, hat er (Stand November 2020) einen h-Index von 14.